# Lambertus Budde
Lambertus Budde was een richter van Enschede. Hij werd door de drost van Twente (Goossen van Raesfelt) naar Delden gestuurd op 8 april 1587 om de Deldense richter Engelkens te ontmoeten in naam van de koning. Het is niet bekend wat zij daar precies in het begin van de Tachtigjarige Oorlog bespraken.
In Enschede is een straat naar Budde vernoemd.